# Casamento de Santo Aleixo (Garcia Fernandes)
O Casamento de Santo Aleixo é uma pintura a óleo sobre madeira, de 1541, do artista português do Renascimento Garcia Fernandes (activo 1514 - 1565), obra proveniente da Igreja de São Roque (Lisboa) e que está actualmente no Museu de São Roque, em Lisboa.
O Casamento de Santo Aleixo  é indubitavelmente da autoria de Garcia Fernandes (que foi também eleitor da Santa Casa da Misericórdia de Lisboa), e que, conforme provou Joaquim Caetano, em vez do 3º casamento de D. Manuel I, representa antes uma imagem iconográfica relativamente rara: o casamento de Santo Aleixo, enquanto alegoria da fundação das Misericórdias, tendo o quadro sido encomendado pelo filho de D. Álvaro da Costa, primeiro provedor da Santa Casa da Misericórdia de Lisboa, que se encontra representado na pintura.
Garcia Fernandes foi um dos mais relevantes e produtivos pintores portugueses do Renascimento. Trabalhou na oficina de Jorge Afonso (act. 1507-1542), pintor régio de D. Manuel I, com o qual se formou, e em parceria com Cristóvão de Figueiredo e Gregório Lopes, com os quais pintou painéis para ospolípticos do Mosteiro de Ferreirim e da Igreja de São Francisco (Évora), prosseguindo o seu trabalho em Lisboa (Convento da Trindade, primeira Igreja de S. Roque) e executando, também, pinturas para Goa.

## Descrição
A representação por Garcia Fernandes  de Santo Aleixo é invulgar, uma vez que este santo é representado quase sempre como um pobre pedinte, no leito da morte (em Galeria) ou segurando, já cadáver, a carta do papa Bonifácio I em que o reconhece como homem santo. A hagiologia salienta o casamento forçado de Aleixo com Sabina, a qual abandona na noite núpcias, deixando-a casta e entregando-se ao seu anseio de santidade, dedicando-se aos pobres, desfazendo-se das suas ricas vestes e do seu colar do ouro (representados na pintura) e retira-se do meio mundano dedicando-se à esmola, ficando conhecido como Homem de Deus.
Em primeiro plano e, ao centro da composição, o pintor representou Santo Aleixo, a sua noiva e o sacerdote que celebra o casamento. As figuras que assistem à cerimónia distribuem-se de forma equilibrada em torno do casal, separadas por sexos. A graciosidade da pintura é conferida pela idealização dos rostos, em particular dos rostos femininos, pela sinuosidade dos corpos e pelo tratamento expressivo das vestes.

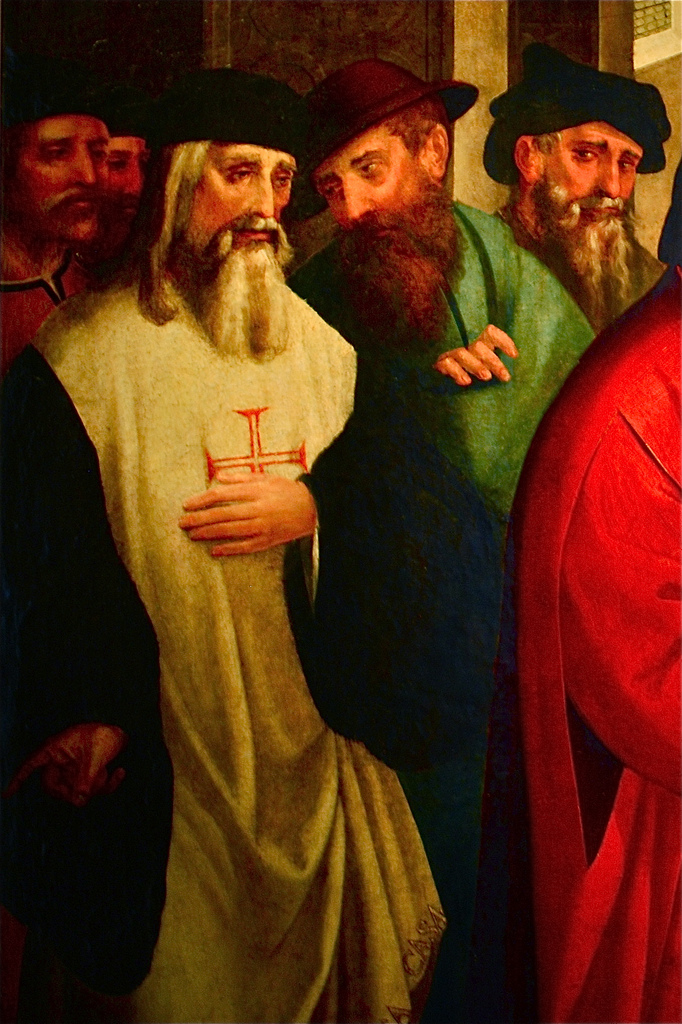
Detalhe de Casamento de Santo Aleixo (1541), Garcia Fernandes.

## História
Até ao final do século XX, esta obra de Garcia Fernandes foi interpretada como representando o casamento de D. Manuel I com D. Leonor, ocorrido em 1518, após a morte da segunda esposa do monarca, D. Maria de Castela. Contudo, em 1998, Joaquim O. Caetano apresentou uma nova leitura da obra, interpretando-a como uma representação do casamento de Santo Aleixo.
De facto, não é plausível que se mandasse executar uma pintura representando o terceiro casamento de D. Manuel I quando, à data da sua execução da pintura, 23 anos após o casamento, D. Manuel já havia falecido, D. Leonor se casara em segundas núpcias com Francisco I de França, e quem reinava era D. João III, a quem D. Leonor estivera prometida antes de se casar com D. Manuel I. Por outro lado, tendo em conta as directivas do Concílio de Trento, seria de estranhar a colocação de obra de temática profana num espaço sagrado. Acresce ainda o facto de o noivo não apresentar a insígnia da Ordem do Tosão de Ouro que D. Manuel I recebera pelo casamento com D. Leonor.
Está documentada a existência de uma Confraria de Santo Aleixo na Igreja da Misericórdia, embora não se conheça a data da sua instituição. Mas sabe-se que em 1538 foi anexada à Misericórdia, por vontade régia, uma confraria de caridade, e admitindo-se que se tratou da Confraria de Santo Aleixo, faz todo o sentido a execução, em 1541, de uma pintura dedicada a este Santo para a Igreja da Misericórdia.

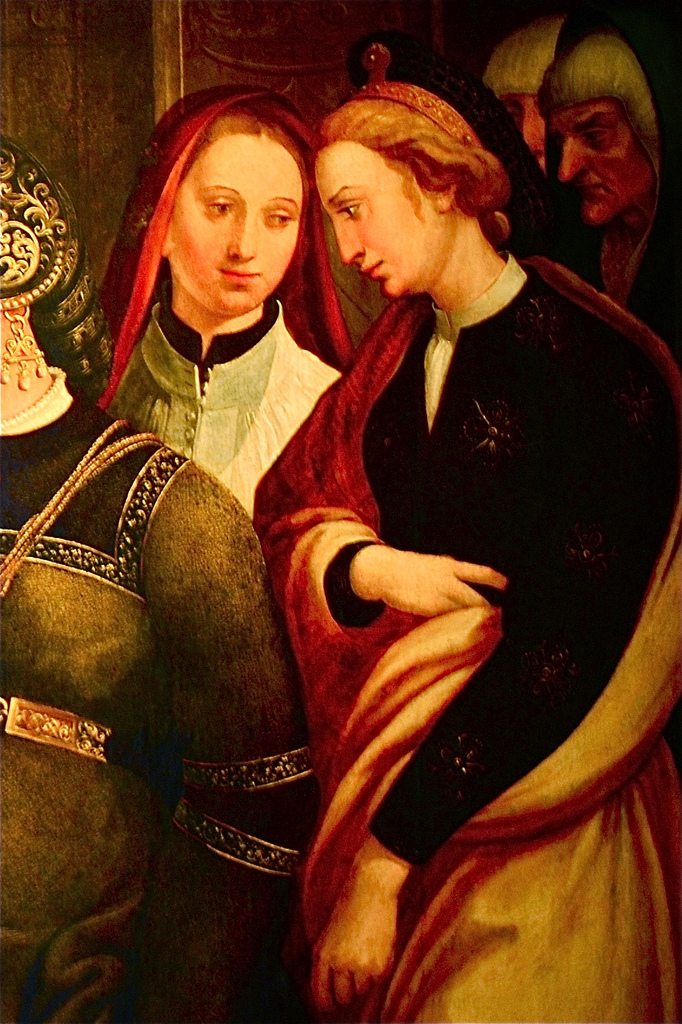
Detalhe de Casamento de Santo Aleixo (1541), Garcia Fernandes.

Apesar de não se tratar de imagem do seu 3º casamento, D. Manuel I fez-se retratar algumas vezes, sendo a mais objectiva representação a escultura no portal ocidental do Mosteiro dos Jerónimos. Mas, na maior parte dos casos, figurou na pele de outras personagens, para veicular o seu sentido de providencialismo. Assim, surge como Rei Mago no Retábulo do Mestre dos Reis Magos (no MNAA) e numa Adoração dos Magos atribuida a Gregório Lopes, e ainda, como ofertante, ou doador, numa das pinturas do Retábulo da Misericórdia do Funchal, no Painel da Misericórdia de Sesimbra, na Fons Vitae do Museu Municipal do Porto, nos vitrais do Mosteiro da Batalha, no Retábulo de Almeirim, este parcialmente perdido. Surge ainda, como Rei David, no Retábulo do Mosteiro da Trindade de Lisboa. Mas não é de excluir totalmente que a imagem represente um retrato de D. Manuel I, enquanto modelo imaginário e característico de figura de vulto, "de grandes braços, cabelo com franja e barba densa", como foi descrito em crónica, correspondendo também o traje vermelho às preferências deste monarca.
Ainda segundo Vítor Serrão, após ter pintado o retábulo da Capela-mor, Garcia Fernandes executou em 1541 o Casamento de Santo Aleixo, obra de ressonâncias rafaelescas na beleza idealizada das figuras femininas, que se destinou ao altar da Confraria de Santo Aleixo, junto ao presbitério do templo, como provou Joaquim Caetano. E também refere que Manuel Álvares Pedrosa, genealogista do final do século XVII, faz uma referência a esta famosa pintura, indicando que D. Álvaro da Costa foi «o primº Provºr que teve a Caza da Misericórdia desta Cidade de Lixª, e o que fez, e ordenou os seus Estatutos porq. se governão, & em gratificaçam do que esta illustre Confraria lhe teve m.tos annos o seu Retrato na Cappª mor da dª Caza donde despois passou para a Caza do despacho». Estas informações coincidem com o que se sabe da retirada da Capela-mor dos velhos painéis de Garcia Fernandes, quando se realizaram os altares proto-barrocos.

## Galeria

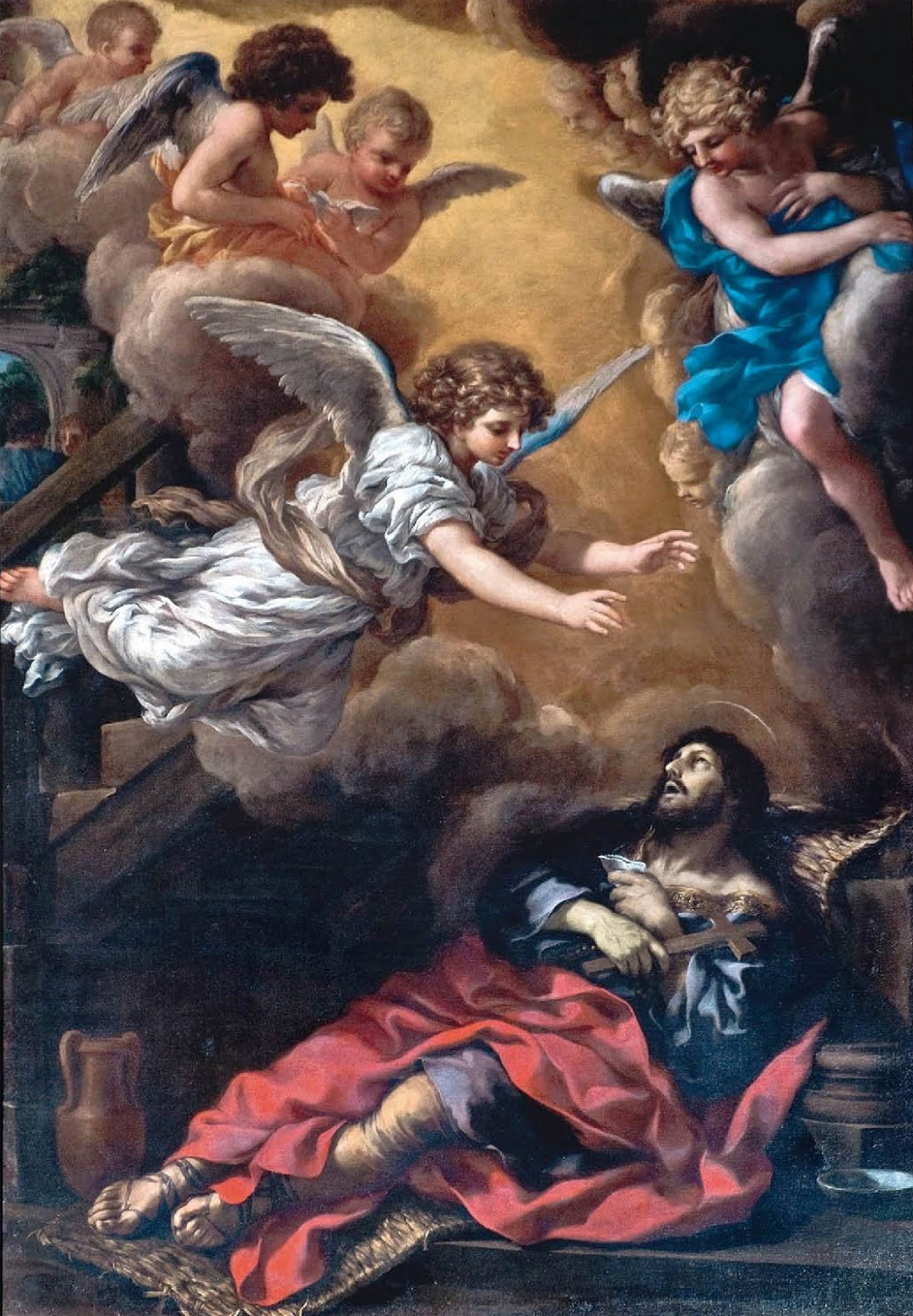
Morte de Santo Aleixo (1638), de Pietro da Cortona, na Igreja de São Jerónimo, em Nápoles

### Ligação externa
- Página oficial do Museu de São Roque